# 吳相湘
吳相湘（1912年1月—2007年9月21日），湖南常德人，中國歷史學家。

## 生平
1912年1月出生於湖南常德旧家，吳家世居常德，先祖經營桐油業並成立「立成和油行」，逐漸興盛。民國11年（1922）冬天，吳相湘舉家搬遷至長沙，民國22年（1933）9月考入北大，受教於孟森、傅斯年、胡適等學者，1937年國立北京大學歷史系畢業，任職長沙中央研究院（中研院）。抗日戰爭爆發，入國民黨第九戰區司令部工作，收集戰爭資料，撰有《第三次長沙會戰》等文稿。民國36年（1947）11月，吳相湘任教於開封河南大學，之後受北平故宮博物院院長馬衡的邀請，出任北平故宮博物院文獻館館長。後任蘭州大學副教授。國民政府遷台後，曾任國立臺灣大學歷史系教授、新加坡南洋大學歷史系主任、中國文化學院史學研究所教授等職。
吳相湘脾氣硬，堅持原則，遇事絕不妥協。中研院歷史語言研究所副研究員李孝悌說：「他是個有狂傲霸氣的人。」吳相湘是少數李永熾、李敖在台大敬重的師長。曾參加哥倫比亞大學《中國民國時期人名典》的撰述工作。1962年11月，因为在主编的《现代史料丛书》中收录了谢彬的《中国政党史》和尚秉和的《辛壬春秋》被中国国民党开除党籍。1975年赴美定居，不問世事。1996年曾回大陆参加「孙中山130周年诞辰国际学术会议」。2007年9月21日病逝伊利諾州自由市。

## 著作
- 《民國百人傳》
- 《宋教仁：中國民主憲政先驅》
- 《民國政治人物傳》
- 《晏陽初傳：為全球鄉村改造奮鬥六十年》
- 《中華民國國父──孫逸仙先生傳》
- 《第二次中日战争史》
- 《俄帝侵略中國史》
- 《晚清宮廷實紀》等。

主编或合编有
- 《中国现代史丛刊》
- 《中国现代史料丛书》
- 《中国史学丛书》
- 《民国史料丛刊》等[3]；《三生有幸》是其回憶錄。